# Parmai ruszin görögkatolikus egyházmegye
A Parmai ruszin görögkatolikus egyházmegye (latinul: Eparchia Parmensis Ruthenorum) a ruszin görögkatolikus egyház eparchiája (egyházmegye) az Amerikai Egyesült Államok közép-nyugati részén. Püspöki székhelye az Ohio állambeli Parmában található Keresztelő Szent János-székesegyház. Az egyházmegye liturgiái a bizánci szertartást használják.
A Pittsburghi főegyházmegye szuffragán egyházmegyéje, Pittsburgh egyházi tartományában. A metropolisz a Keleti Egyházak Római Kongregációjától függ). Az eparchiát néha "Parmai Bizánci Katolikus Eparchiának" nevezik, utalva arra a címre, amelyet a ruszin görögkatolikus egyház használ az Egyesült Államokban.[1]

## Püspökök
- Emil John Mihalik (1969-1984)
- Andrew Pataki (1984-1995), Passaici ruszin püspökké kinevezve
- Basil Myron Schott, O.F.M., (1996-2002), Pittsburgi ruszin érsekké kinevezve
- John Michael Kudrick (2002-2016)
- Milan Lach, S.J. (2018–2023)
  - Kurt Burnette (apostoli adminisztrátor, 2023)[1]
- Robert Mark Pipta (2023-hivatalban)

## Fordítás
Ez a szócikk részben vagy egészben  a   Ruthenian Catholic Eparchy of Parma című angol Wikipédia-szócikk ezen változatának fordításán alapul.  Az eredeti cikk szerkesztőit annak laptörténete sorolja fel. Ez a jelzés csupán a megfogalmazás eredetét és a szerzői jogokat jelzi, nem szolgál a cikkben szereplő információk forrásmegjelöléseként.